# Another Thin Man
Another Thin Man is een Amerikaanse filmkomedie uit 1939 onder regie van W.S. Van Dyke.

## Verhaal
Nick en Nora Charles hebben een zoontje gekregen. Op zijn eerste verjaardag belt de oom van Nora vanuit Long Island. Hij voelt zich bedreigd door een oude werknemer. Hij wordt vermoord op de avond dat ze naar hem toe komen. Nick zal de moordzaak moeten oplossen.

## Rolverdeling
| Acteur             | Personage       |
| ------------------ | --------------- |
| William Powell     | Nick Charles    |
| Myrna Loy          | Nora Charles    |
| Virginia Grey      | Lois MacFay     |
| Otto Kruger        | Van Slack       |
| C. Aubrey Smith    | Kolonel MacFay  |
| Ruth Hussey        | Dorothy Waters  |
| Nat Pendleton      | Luitenant Guild |
| Patric Knowles     | Dudley Horn     |
| Tom Neal           | Freddie         |
| Phyllis Gordon     | Mevrouw Bellam  |
| Sheldon Leonard    | Phil Church     |
| Don Costello       | Vogel           |
| Harry Bellaver     | Binder          |
| William A. Poulsen | Nickie jr.      |
| Muriel Hutchison   | Smitty          |